# Crescenzio Sepe
Crescenzio Sepe (Carinaro, 2 giugno 1943) è un cardinale e arcivescovo cattolico italiano, dal 12 dicembre 2020 arcivescovo emerito di Napoli.

## Biografia

### Formazione e sacerdozio
Nato a Carinaro, nell'aversano, trascorre il periodo degli studi medi e ginnasiali nel seminario di Aversa; frequenta i corsi di filosofia presso il Pontificio Seminario Regionale di Salerno e quelli di teologia presso il Pontificio Seminario Romano Maggiore e viene ordinato presbitero per la diocesi di Aversa il 12 marzo 1967 per l'imposizione delle mani del vescovo Antonio Cece.
Presta servizio come assistente di teologia sacramentaria della Pontificia Università Lateranense, incaricato di teologia dogmatica della Pontificia università urbaniana e in seguito, nel 1972, entra nel servizio diplomatico della Santa Sede. Quell'anno viene inviato presso la rappresentanza pontificia in Brasile, al fianco prima del futuro cardinale Umberto Mozzoni e poi dell'arcivescovo Carmine Rocco. Nel 1975 è chiamato dall'arcivescovo Giovanni Benelli, sostituto per gli affari generali, a lavorare presso la Segreteria di Stato della Santa Sede.
Nel 1984 diviene vicepresidente del Centro Televisivo Vaticano e dal 1987 al 1992 è assessore degli affari generali della Segreteria di Stato. Dal 1988, per iniziativa del presidente della Repubblica Italiana, Francesco Cossiga, è Grande Ufficiale dell'Ordine al merito della Repubblica Italiana.

### Ministero episcopale e cardinalato

#### Curia romana

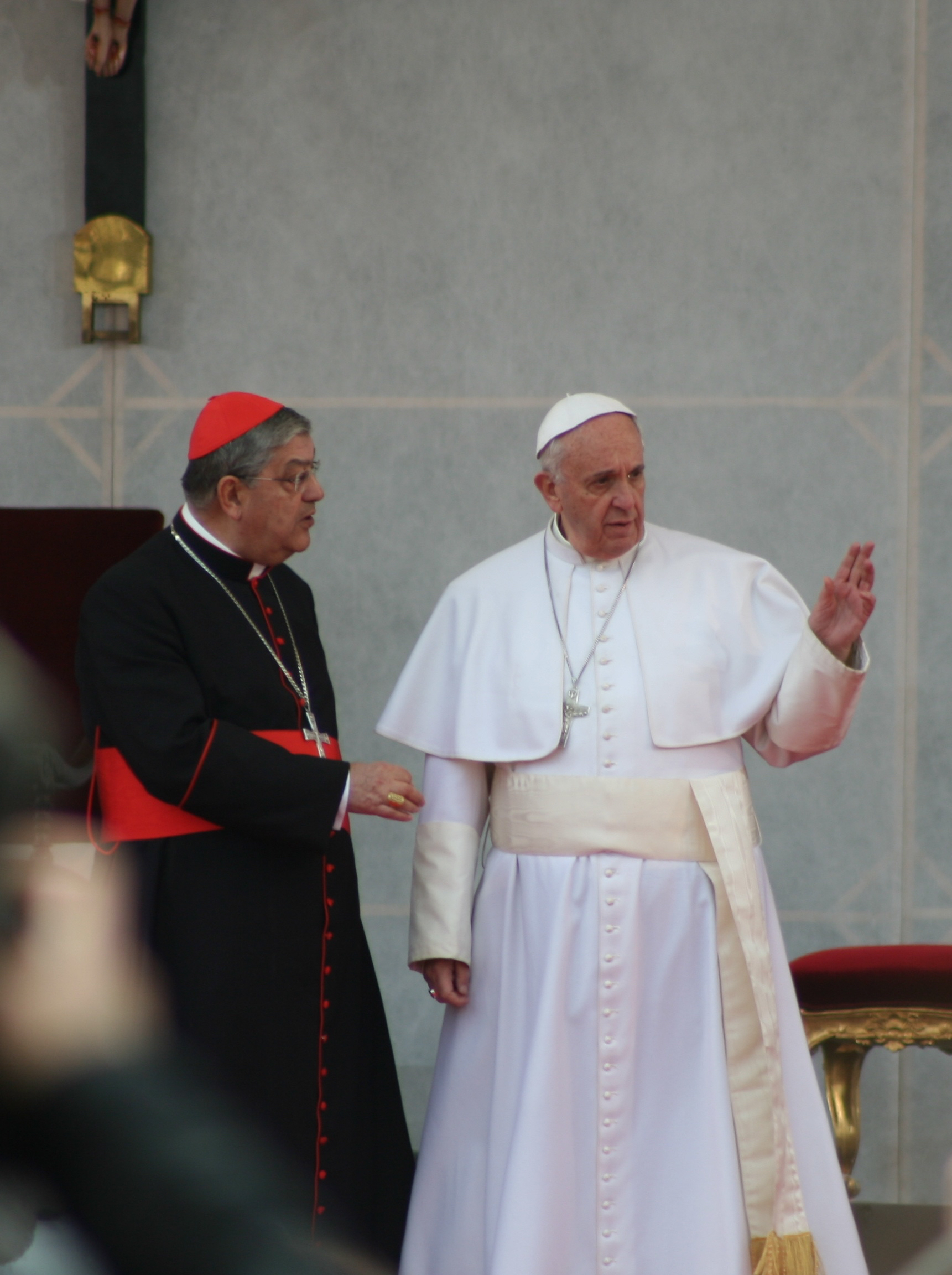
Il cardinale Sepe con papa Francesco durante la sua visita pastorale a Napoli (2015)

Il 2 aprile 1992 papa Giovanni Paolo II lo nomina arcivescovo titolare di Grado e segretario della Congregazione per il clero. Il 26 aprile 1992 riceve la consacrazione episcopale per l'imposizione delle mani di papa Giovanni Paolo II e dei co-consacranti, l'arcivescovo metropolita di Cracovia, cardinale Franciszek Macharski, e il Segretario di Stato, cardinale Angelo Sodano. Ricoprendo questo ruolo ha promosso gli incontri internazionali dei presbiteri a Fátima e a Yamoussoukro.
Il 3 novembre 1997, in seguito all'indizione dell'Anno Santo, diviene segretario generale del Comitato del Giubileo dell'Anno 2000 e presidente della Peregrinatio ad Petri Sedem.
Il 21 febbraio 2001 viene elevato al rango di cardinale da papa Giovanni Paolo II. Dal 2001 al 2006 ricopre gli incarichi di prefetto della Congregazione per l'evangelizzazione dei popoli, di gran cancelliere della Pontificia università urbaniana e di presidente della Commissione interdicasteriale per i religiosi consacrati. Fino alla creazione a cardinale di Angelo Comastri è stato il porporato italiano più giovane.

Partecipa al conclave del 2005, che elegge papa Benedetto XVI, e al conclave del 2013, che elegge papa Francesco.

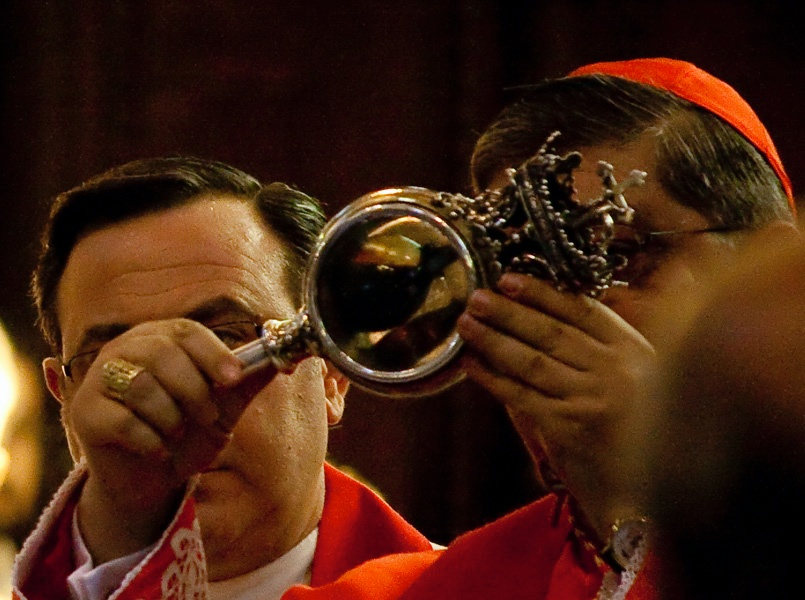
Il cardinale Sepe durante il rito dello scioglimento del sangue di San Gennaro

#### Arcivescovo di Napoli
Il 20 maggio 2006 papa Benedetto XVI lo nomina arcivescovo di Napoli: sostituisce così alla guida dell'arcidiocesi partenopea il cardinale Michele Giordano, dimissionario per sopraggiunti limiti d'età e diventato a sua volta arcivescovo emerito. Contemporaneamente alla nomina a ordinario del capoluogo campano lascia l'incarico di prefetto.
Il 1º luglio 2006 si è tenuta la cerimonia solenne per il suo ingresso nell'arcidiocesi partenopea in cattedrale, preceduta dalla visita al quartiere di Scampia.
Nel 2007 decide di ridefinire l'organizzazione territoriale dell'arcidiocesi, nominando 9 nuovi vicari e creando 13 nuovi "decanati".
Il 21 ottobre 2007 accoglie papa Benedetto XVI in visita pastorale all'arcidiocesi. È testimone della devozione di Ratzinger a San Gennaro e della mancata liquefazione del sangue, segno storico di sventure per la città.
Il 25 gennaio 2008, durante il periodo dell'emergenza rifiuti di Napoli, dispone la traslazione e l'esposizione straordinaria delle reliquie di San Gennaro, parlando di momento grave per la città, sprofondata, a suo dire, «in una delle notti più buie della sua storia».
Nel mese di ottobre 2008 si reca in Russia per incontrare il patriarca ortodosso Alessio II; durante l'incontro consegna alla massima autorità ortodossa russa una reliquia di San Gennaro e una lettera autografa di Benedetto XVI.
Il 1º febbraio 2009 papa Benedetto XVI lo nomina, insieme al cardinale Walter Kasper, rappresentante del Papa alla cerimonia di intronizzazione del nuovo patriarca di Russia Cirillo I a Mosca.
Il 9 gennaio 2015 rende noto in conferenza stampa della prossima visita pastorale di papa Francesco a Napoli fissata per domenica 21 marzo 2015. Questi, giunto in città, ha celebrato la messa in Piazza Plebiscito e nel corso della giornata ha visitato, tra i vari luoghi, il carcere di Poggioreale, fermandosi a pranzo con i detenuti, il Duomo, dove per la prima volta il sangue di San Gennaro si è liquefatto dinanzi a un pontefice (in tre altre precedenti occasioni, nel 1848 con Pio IX, nel 1990 con Giovanni Paolo II e nel 2007 con Benedetto XVI, la liquefazione non si era verificata) e il lungomare Caracciolo, dove ha incontrato una rappresentanza delle famiglie napoletane.
Il 29 dicembre 2016 ha aperto agli immigrati, agli indigenti e ai senza fissa dimora le porte del duomo di Napoli, dove hanno pranzato in occasione del Capodanno.
Nel settembre 2017 ha fatto visita alla città di Ischia, colpita da un terremoto, insieme all'ordinario locale, Pietro Lagnese.
Al compimento del 75º anno di età presenta le sue dimissioni dalla carica di arcivescovo come previsto dalle norme di diritto canonico; papa Francesco decide di confermarlo in carica "almeno per altri due anni".
Il 12 dicembre 2020 papa Francesco accoglie la sua rinuncia per raggiunti limiti d'età; gli succede Domenico Battaglia, fino ad allora vescovo di Cerreto Sannita-Telese-Sant'Agata de' Goti. Rimane amministratore apostolico dell'arcidiocesi fino all'ingresso del successore, avvenuto il 2 febbraio 2021.

#### Arcivescovo emerito
Da arcivescovo emerito rimane a vivere a Napoli presso la basilica dell'Incoronata Madre del Buon Consiglio a Capodimonte assistito dalle suore francescane dei Sacri Cuori.
Il 2 giugno 2023 ha compiuto ottant'anni e, in base a quanto disposto dal motu proprio Ingravescentem Aetatem di papa Paolo VI del 1970, è uscito dal novero dei cardinali elettori ed è decaduto da tutti gli incarichi ricoperti nella Curia romana.

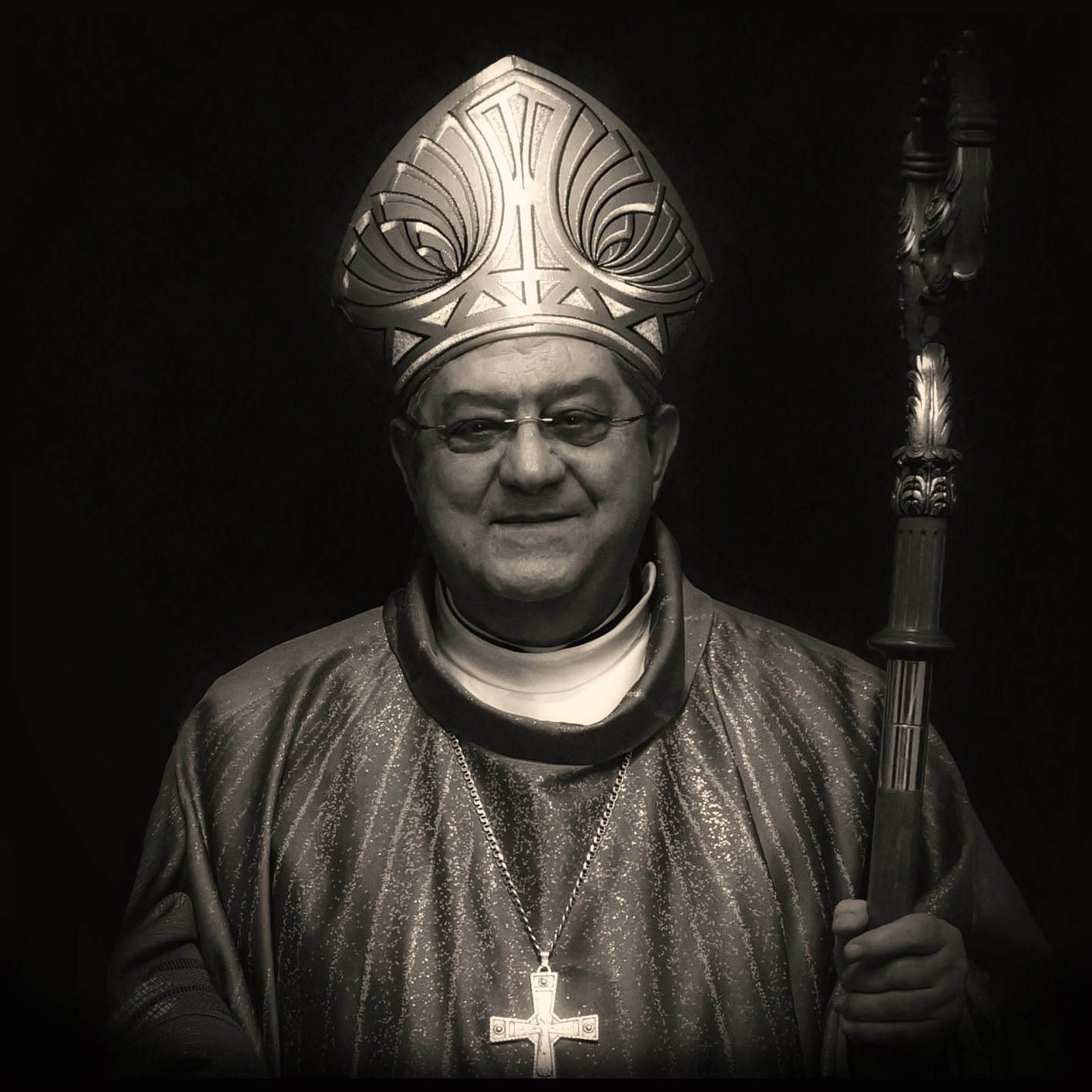
Crescenzio Sepe nel 2017

Il 19 luglio 2025 è stato nominato dal pontefice Leone XIV suo inviato speciale a Leopoli, per rappresentarlo alla celebrazione dei 650 anni dall'erezione della metropolia di Halyč, prevista per settembre.

## Indagini giudiziarie
Nel 2010 è stato iscritto nel registro degli indagati dalla Procura di Perugia, insieme all'ex ministro dei trasporti Pietro Lunardi, per dei sospetti e delle incongruenze riguardanti la manutenzione della facciata del palazzo di Propaganda Fide in Piazza di Spagna. L'accusa della magistratura è che Lunardi abbia finanziato tali lavori in cambio di appartamenti di proprietà dell'organizzazione concessi a prezzi estremamente bassi al ministro e ad altre persone. Il cardinale ha collaborato "a stretto contatto" con Angelo Balducci alla fine degli anni novanta e durante il Giubileo dell'Anno 2000, quando il cardinale rivestiva il ruolo di segretario del Comitato Vaticano per il Giubileo. Quando nel 2001 il cardinale diviene prefetto della Congregazione per l'evangelizzazione dei popoli (Propaganda Fide), Balducci viene nominato consultore della stessa Congregazione. Il 19 giugno 2010 si apprende che è indagato dai P.M. per corruzione. Nel maggio 2012 il caso si conclude con l'archiviazione da parte della magistratura.

## Genealogia episcopale e successione apostolica
La genealogia episcopale è:
- Cardinale Scipione Rebiba
- Cardinale Giulio Antonio Santori
- Cardinale Girolamo Bernerio, O.P.
- Arcivescovo Galeazzo Sanvitale
- Cardinale Ludovico Ludovisi
- Cardinale Luigi Caetani
- Cardinale Ulderico Carpegna
- Cardinale Paluzzo Paluzzi Altieri degli Albertoni
- Papa Benedetto XIII
- Papa Benedetto XIV
- Papa Clemente XIII
- Cardinale Enrico Benedetto Stuart
- Papa Leone XII
- Cardinale Chiarissimo Falconieri Mellini
- Cardinale Camillo Di Pietro
- Cardinale Mieczysław Halka Ledóchowski
- Cardinale Jan Maurycy Paweł Puzyna de Kosielsko
- Arcivescovo Józef Bilczewski
- Arcivescovo Bolesław Twardowski
- Arcivescovo Eugeniusz Baziak
- Papa Giovanni Paolo II
- Cardinale Crescenzio Sepe

La successione apostolica è:
- Vescovo Wenceslao Selga Padilla, C.I.C.M. (2003)
- Vescovo Paul Hinder, O.F.M.Cap. (2004)
- Vescovo Joseph Prathan Sridarunsil, S.D.B. (2004)
- Vescovo Francesco Marino (2005)
- Vescovo Rafael Sandoval Sandoval, M.N.M. (2005)
- Arcivescovo Henryk Hoser, S.A.C. (2005)
- Vescovo Camillo Ballin, M.C.C.I. (2005)
- Vescovo Antonio Di Donna (2007)
- Vescovo Lucio Lemmo (2010)
- Arcivescovo Ciro Miniero (2011)
- Vescovo Antonio De Luca, C.SS.R. (2012)
- Arcivescovo Pasquale Cascio (2013)
- Arcivescovo Pietro Lagnese (2013)
- Vescovo Orazio Francesco Piazza (2013)
- Vescovo Gennaro Acampa (2014)
- Vescovo Salvatore Angerami (2014)
- Vescovo Michele Fusco (2018)
- Vescovo Giuseppe Mazzafaro (2021)

## Pubblicazioni
- Crescenzio Sepe, La dimensione trinitaria del carattere sacramentale, Città del Vaticano, Lateran University Press, 1969, ISBN 88-465-0382-1.
- Crescenzio Sepe, Persona e storia. Per una teologia della persona, Milano, San Paolo Edizioni, 1990, ISBN 88-215-2029-3.
- Crescenzio Sepe, Dall'Enciclica "Fidei Donum" alla "Postquam Apostoli". Bilancio di 30 anni di impegno missionario dei sacerdoti diocesani, in Omnis terra, vol. 11, n. 35, 1993,  pp. 86-91.
- Giuseppe Pittau - Crescenzio Sepe, Identità e missione del sacerdote, Roma, Città Nuova Editrice, 1994, ISBN 88-311-7275-1.
- Congregazione per il clero, Sacerdozio. Un amore più grande. Symposium internazionale in occasione del XXX anniversario della promulgazione del decreto conciliare Presbyterorum ordinis. Introduzione di José T. Sanchez e Crescenzio Sepe, Milano, San Paolo Edizioni, 1996, ISBN 88-215-3142-2.
- Francesco M. Calveri, La memoria dei papi: medaglie dalle origini al giubileo del 2000. Presentazione di Crescenzio Sepe. Testi di Aldo Carotenuto, Cecilia Mazzetti di Pietralata, Francesco Sisinni; coordinamento: Livia Azzinnari Prezzo, Roma, Tiellemedia, 1999, ISBN 88-87604-04-5.
- Crescenzio Sepe, Il giubileo. Celebrazione dell'amore di Dio, Grafitalica, 2000, ISBN 88-87773-43-2.
- Alfredo Marranzini, Verso il Padre della misericordia. Presentazione di Crescenzio Sepe, Città del Vaticano, L'Osservatore Romano, 2000, ISBN 88-86811-20-9.
- Crescenzio Sepe, Un " santuario della memoria" della Chiesa missionaria dal 1622 ad oggi, in Omnis terra, vol. 20, n. 70, 2002,  pp. 8-9.
- Crescenzio Sepe, Il vangelo del giubileo. La Chiesa sui sentieri del terzo millennio, Città del Vaticano, Urbaniana University Press, 2003, ISBN 88-401-4006-9.
- Crescenzio Sepe, Rapporto sulla missione (2002-2006), Napoli, Edizioni Dehoniane Bologna, 2007, ISBN 88-10-10485-4.
- Crescenzio Sepe, Dio disse: Facciamo l'uomo...: lectio divina, Napoli, Casa editrice cattolica Ecclesiae Domus, 2007, ISBN 88-902044-5-1.
- La speranza oggi, un bene fragile e raro. Studi sull'enciclica Spe salvi. Presentazione Crescenzio Sepe, Napoli, ECS, 2008.
- Crescenzio Sepe, Non rubate la speranza, Milano, Arnoldo Mondadori Editore, 2008, ISBN 978-88-04-58092-8.
- Crescenzio Sepe - Erri De Luca, Dialogo con la città. Crescenzio Sepe dialoga con Erri De Luca, Napoli, Dante & Descartes, 2008, ISBN 88-6157-050-X.
- Crescenzio Sepe - Francesco De Simone, Questioni di fede. Interrogativi posti al Vescovo, Milano, San Paolo Edizioni, 2011, ISBN 88-215-7129-7.
- Crescenzio Sepe, Il carisma della purezza nella stagione della "nuova evangelizzazione". Lectio magistralis. Tempio della Regina dei Gigli San Giorgio a Cremano - 30 ottobre 2012, a cura di Carmine Matarazzo, San Giorgio a Cremano (Na), Editrice Lilium, 2013.
- Crescenzio Sepe, Per una pastorale della carità, Napoli, Rogiosi Editore, 2020, ISBN 978-88-6950-430-3.
- Crescenzio Sepe, Per amore del mio popolo, Napoli, Rogiosi Editore, 2020, ISBN 978-88-6950-431-0.

## Lettere pastorali
- Crescenzio Sepe, Il sangue e la speranza. Messaggio alla diocesi, Napoli, Arcidiocesi di Napoli, 2006.
- Crescenzio Sepe, Piano Pastorale Diocesano: Organizzare la Speranza, Napoli, Arcidiocesi di Napoli, 2008.
- Crescenzio Sepe, "Dove possiamo comprare il pane?". Lettera pastorale, Napoli, Arcidiocesi di Napoli, 2009.
- Crescenzio Sepe, Giubileo per Napoli. Non chiudete le porte alla speranza. Lettera pastorale, Napoli, Luciano Editore, 2010.
- Crescenzio Sepe, Per amore del mio popolo. Lettera pastorale per la chiusura del Giubileo alla Chiesa e alla città di Napoli, Napoli, Arcidiocesi di Napoli, 2011.
- Crescenzio Sepe, Per amore del mio popolo... non tacerò. Lettera pastorale. Giubileo: parola alla Diocesi e alla Città, Napoli, Arcidiocesi di Napoli, 2012.
- Crescenzio Sepe, Lettera pastorale "Canta e Cammina". Una Chiesa adulta per una società responsabile, Napoli, Arcidiocesi di Napoli, 2013.
- Crescenzio Sepe, Lettera pastorale "Dar da mangiare agli affamati". La Chiesa di Napoli in cammino per la missione, Napoli, Verbum Ferens srl, 2014.
- Crescenzio Sepe, Lettera pastorale "Dar da bere agli assetati". Sete di Dio e di umanità, Napoli, Verbum Ferens srl, 2015.
- Crescenzio Sepe, Lettera pastorale "Vestire gli ignudi". Avvolgerli di tenerezza e dignità, Napoli, Verbum Ferens srl, 2016.
- Crescenzio Sepe, Lettera pastorale "Accogliere i pellegrini". Una missione di drammatica attualità, Napoli, Verbum Ferens srl, 2017.
- Crescenzio Sepe, Lettera pastorale "Visitare gli infermi", Napoli, Verbum Ferens srl, 2018.
- Crescenzio Sepe, Lettera pastorale "Visitare i carcerati", Napoli, Verbum Ferens srl, 2019.
- Crescenzio Sepe, Lettera pastorale "Seppellire i morti", Napoli, Verbum Ferens srl, 2020.